# نهر جاغواراو
نهر جاغواراو أو نهر ياغواراو ( (بالبرتغالية: Rio Jaguarão‏)  ، (بالإسبانية: Río Yaguarón)‏  ) هو نهر برازيلي وأورغواياني . ويشكل الحدود بين الأوروغواي وريو غراندي دو سول أقصى جنوب البرازيل .
ينبع النهر من سيرا دي سوديسي (نطاقات الجبال الجنوبية الشرقية) ويتدفق شرقًا ليصبح فارغًا في لاغوا ميريم وهي بحيرة ساحلية كبيرة متصلة بشكل غير مباشر بالمحيط الأطلسي .
وقعت معركة جاغواراو في بلدة جاغواراو في مقاطعة ريو غراندي دو سول في ذلك الوقت، في 27 يناير 1865 ، بين الجيش الإمبراطوري البرازيلي وميليشيا أوروغواي خلال حرب الأوروغواي.

## الصلاحية للملاحة
النهر للملاحة بقدر ما بلدة جاغوارا فيما يتعلق بقابلية الملاحة، فإن السفن التي تبحر في بحيرة ميريم القريبة تقع بموجب معاهدة تحت الولاية البرازيلية.